# Grijskopalbatros
De grijskopalbatros (Thalassarche chrysostoma). Het is een bedreigde zeevogelsoort die broedt op afgelegen eilanden in het Sub-Antarctisch gebied.

## Kenmerken
De vogel is 70 tot 85 cm lang en heeft een spanwijdte van 180 tot 220 cm. Deze albatros heeft een duidelijke grijze kopkap, rond het oog het donkerst grijs. De ondervleugels hebben een vrij brede zwarte band van voren en een wat dunnere over de achterrand. De snavel is zwart met heldergele randen op zowel de onder- als de bovensnavel en met een oranjerode punt.

## Verspreiding en leefgebied
Deze albatros komt in het hele zeegebied rond de Zuidpool voor. De broedgebieden liggen op Zuid-Georgia (grootste kolonie), Diego Ramírezeilanden, Ildefonso-eilanden, Prins Edwardeiland,  Marioneiland, Crozeteilanden, Kerguelen, Campbelleiland en  Macquarie-eiland. Ze broeden op rotsige hellingen tussen grote graspollen. De vogels broeden gemiddeld om de twee jaar. Ze arriveren eind september tot begin oktober op de broedeilanden en leggen dan hun eieren die in december uitkomen. De jongen vliegen in april tot mei uit.
Deze albatros wordt in het hele zeegebied tussen ongeveer 35° en 65° zuiderbreedte waargenomen, waar ze foerageren op vis en inktvis.

## Status
De grootte van de populatie werd in 2017 door BirdLife International geschat op 250.000 individuen en de populatieaantallen nemen af. Tussen 2004 en 2015 nam de grootste kolonie op Zuid-Georgia met 43% in aantal af. Jaarlijks verliezen honderden albatrossen het leven door de langelijnvisserij en andere vormen van slecht geregelde of ronduit illegale zeevisserij in de zuidelijke oceanen. Om deze redenen staat deze soort als bedreigd op de Rode Lijst van de IUCN.